# Диохенес Лара
Диохенес Лара (Ла Паз, 6. априла 1903. — 16. септембра 1968)  био је боливијски фудбалер који је играо као везни играч.

## Каријера
Два пута је наступио за репрезентацију Боливије, на Светском купу 1930. у ФИФА-ином тиму, Нови играчи, освојивши медаљу током првог светског фудбалског првенства у историји. Од 1945. до 1946, тада је управљао репрезентацијом.